# Claus Back
Claus Back (auch Klaus Back, * 19. Juni 1904 in Sorau; † 10. April 1969 in Potsdam) war ein deutscher Schriftsteller. Er stammt aus einer mitteldeutschen Beamtenfamilie. In der Stadt Altenburg verbrachte er seine Jugend. Dort entstand sein Interesse für Geschichte und Kulturgeschichte.

## Leben
Back kam aus einer Beamtenfamilie. Er hatte nach dem Ersten Weltkrieg ein Studium der Rechtswissenschaft abgeschlossen und wurde anschließend Referendar in Altenburg und Berlin. Von 1939 bis 1945 leistete er seinen Wehrdienst als Luftschutzpolizist in Potsdam. Nach der 1945 erfolgten Vertreibung aus dem – damals brandenburgischen – Sorau zog er vollends nach Potsdam, wo er in der Lennéstraße 13 bis zu seinem Tode lebte und als freischaffen der Schriftsteller arbeitete. Back wurde vor allem durch seine historischen und kulturhistorischen Romane und Erzählungen bekannt, deren Details sorgfältig recherchiert und spannend kombiniert sind. Beigesetzt ist er auf dem Potsdamer Neuen Friedhof an der Heinrich-Mann-Allee.

## Werke (Auswahl)
- Der Page Konstantin, 1934, August Scherl Verlag
- Die Heimreise, 1943, Verlag Velhagen & Klasing
- Andreas Schlüter, 1950, Das Neue Berlin, 6. Auflage 1969
- Steins Rückkehr, Verlag der Nation, 1954, Band 5 der Reihe Kleine nationale Bücherei
- Leier und Schwert, eine historisch-biographische Erzählung über Theodor Körner, 1956, Rütten & Loening Berlin
- Ritter Gensfleisch zum Gutenberg, 1958, Evangelische Verlagsanstalt, Berlin 1972
- Stürmende Jugend, historisch-biographischer Roman über Carl Schurz, 1960, Buchverlag Der Morgen, 1962[3]
- Drei Fräulein an der Jungfernbrücke; die Geschichte der Hugenotten in Berlin; 1961, Evangelische Verlagsanstalt, Berlin 1970
- Der Weg nach Rom. Ein Winckelmann-Roman, 1964, Buchverlag Der Morgen, Berlin
- mit Martin Stade: Der Meister von Sanssouci, 1971, Buchverlag Der Morgen, 8. Auflage, Berlin 1989, ISBN 3371000869